# Yingzai
Yingzai (kinesiska: 营仔) är en köping i sydöstra Kina. Den ligger i Lianjiang i staden Zhanjiang i provinsen Guangdong,  omkring 390 kilometer sydväst om provinshuvudstaden Guangzhou. Antalet invånare är 74 573. Befolkningen består av 36 348 kvinnor och 38 225 män. Barn under 15 år utgör 26,0 %, vuxna 15-64 år 63 %, och äldre över 65 år 10,0 %.